# Esquerchin
Esquerchin [ekɛʁʃɛ̃] est une commune française située dans le département du Nord, en région Hauts-de-France.

## Géographie

### Communes limitrophes
| Noyelles-Godault Hénin-Beaumont | Courcelles-lès-Lens | Flers-en-Escrebieux |
|                                 | Esquerchin          | Lauwin-Planque      |
| Quiéry-la-Motte                 |                     | Cuincy              |

### Hydrographie

#### Réseau hydrographique
La commune est située dans le bassin Artois-Picardie. Elle est drainée par l'Escrebieux et le Faubourg,,.
L'Escrebieux, d'une longueur de 12 km, prend sa source dans la commune de Izel-lès-Équerchin et se jette  dans le canal de la Deûle à Flers-en-Escrebieux, après avoir traversé sept communes. 

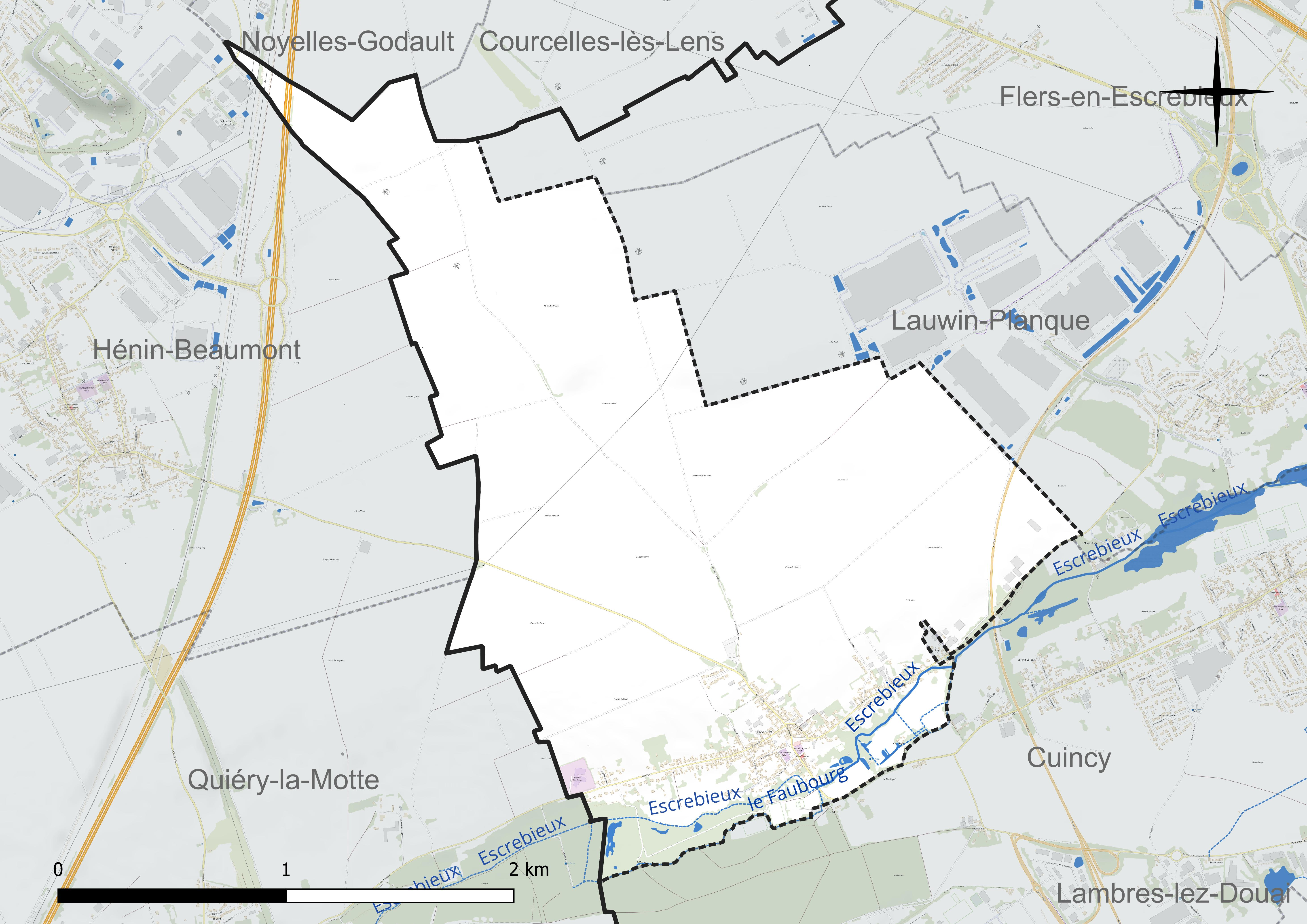
Réseau hydrographique d'Esquerchin.

#### Gestion et qualité des eaux
Le territoire communal est couvert par le schéma d'aménagement et de gestion des eaux (SAGE) « Marque Deûle ». Ce document de planification concerne un territoire de 1 120 km2 de superficie, délimité par les bassins versants de la Marque et de la Deûle, formant une vaste cuvette sédimentaire de 40 km de long et de 25 km de large, où la pente est très faible. Le périmètre a été arrêté le 2 décembre 2005 et le SAGE proprement dit a été approuvé le 9 mars 2020. La structure porteuse de l'élaboration et de la mise en œuvre est la Métropole européenne de Lille. 
La qualité des cours d'eau peut être consultée sur un site dédié géré par les agences de l'eau et l'Agence française pour la biodiversité. 

### Climat
Pour des articles plus généraux, voir Climat des Hauts-de-France et Climat du Nord.
En 2010, le climat de la commune est de type climat océanique dégradé des plaines du Centre et du Nord, selon une étude du CNRS s'appuyant sur une série de données couvrant la période 1971-2000. En 2020, Météo-France publie une typologie des climats de la France métropolitaine dans laquelle la commune est exposée à un climat océanique et est dans la région climatique  Nord-est du bassin Parisien, caractérisée par un ensoleillement médiocre, une pluviométrie moyenne régulièrement répartie au cours de l'année et un hiver froid (3 °C). 
Pour la période 1971-2000, la température annuelle moyenne est de 10,5 °C, avec une amplitude thermique annuelle de 14,5 °C. Le cumul annuel moyen de précipitations est de 705 mm, avec 12,3 jours de précipitations en janvier et 8,8 jours en juillet. Pour la période 1991-2020, la température moyenne annuelle observée sur la station météorologique la plus proche, située sur la commune de Douai à 5 km à vol d'oiseau, est de 11,0 °C et le cumul annuel moyen de précipitations est de 729,2 mm,. Pour l'avenir, les paramètres climatiques de la commune estimés pour 2050 selon différents scénarios d'émission de gaz à effet de serre sont consultables sur un site dédié publié par Météo-France en novembre 2022.

## Urbanisme

### Typologie
Au 1er janvier 2024, Esquerchin est catégorisée commune rurale à habitat dispersé, selon la nouvelle grille communale de densité à sept niveaux définie par l'Insee en 2022.
Elle appartient à l'unité urbaine de Douai-Lens, une agglomération inter-départementale regroupant 67  communes, dont elle est une commune de la banlieue,,. Par ailleurs la commune fait partie de l'aire d'attraction de Douai, dont elle est une commune de la couronne,. Cette aire, qui regroupe 61 communes, est catégorisée dans les aires de 50 000 à moins de 200 000 habitants,.

### Occupation des sols
L'occupation des sols de la commune, telle qu'elle ressort de la base de données européenne d'occupation biophysique des sols Corine Land Cover (CLC), est marquée par l'importance des territoires agricoles (89,4 % en 2018), en diminution par rapport à 1990 (93,6 %). La répartition détaillée en 2018 est la suivante : 
terres arables (84,4 %), zones urbanisées (8,8 %), prairies (5 %), forêts (1,2 %), zones industrielles ou commerciales et réseaux de communication (0,7 %). L'évolution de l'occupation des sols de la commune et de ses infrastructures peut être observée sur les différentes représentations cartographiques du territoire : la carte de Cassini (XVIIIe siècle), la carte d'état-major (1820-1866) et les cartes ou photos aériennes de l'IGN pour la période actuelle (1950 à aujourd'hui).

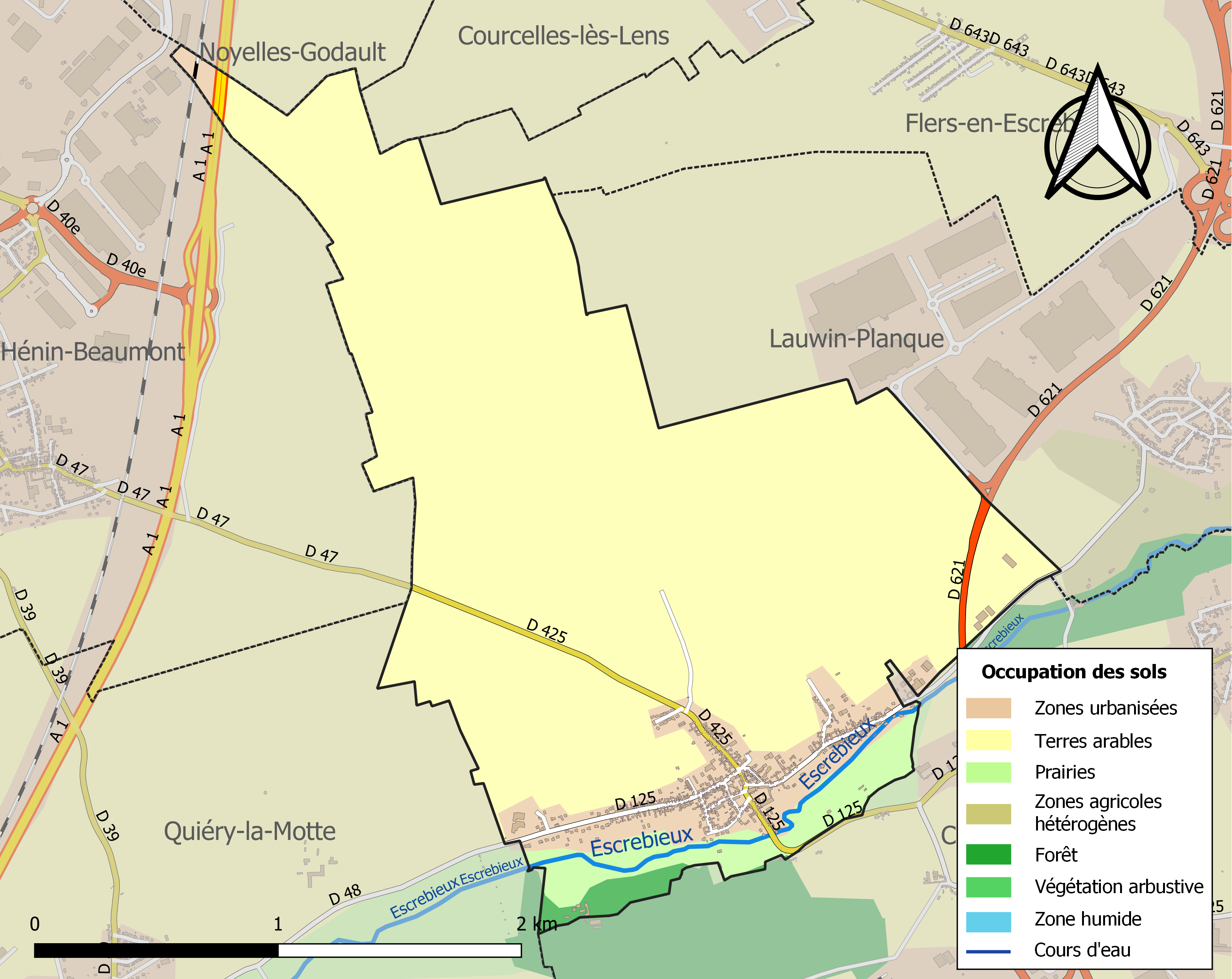
Carte des infrastructures et de l'occupation des sols de la commune en 2018 (CLC).

### Voies de communication et transports
La commune est desservie par les lignes 6 et 109 du réseau de transport Évéole.

## Toponymie
D'après Ernest Nègre, le nom d'Esquerchin pourrait provenir d'un anthroponyme germanique, Ascarus. 

## Histoire
Le parc éolien de l'Escrebieux, également sis sur Flers-en-Escrebieux et Courcelles-lès-Lens, est construit à partir d'octobre 2020 pour une mise en service en 2021

## Héraldique
|  | Les armes de Esquerchin se blasonnent ainsi :"Bandé de gueules et de vair, et une cotice de sable brochant en barre sur le tout". |

## Politique et administration

### Tendances politiques et résultats
Lors du premier tour des élections municipales le 15 mars 2020, quinze sièges sont à pourvoir ; on dénombre 615 inscrits, dont 378 votants (61,46 %), 3 votes blancs (0,79 %) et 365 suffrages exprimés (96,56 %). Tous les sièges sont pourvus dès le premier tour, le maire sortant René Ledieu ne se représentait pas,. Thierry Boury, quarante-deux ans, mène une liste. Face à lui il existe trois candidatures personnelles. Le confinement lié à la pandémie de Covid-19 retarde d'environ deux mois l'élection des maires par les nouveaux conseils municipaux. Thierry Boury a été élu maire le 26 mai.

### Liste des maires successifs
Maire de 1802 à 1808 : Sebert,.
Maire en 1881 : Tarlier.

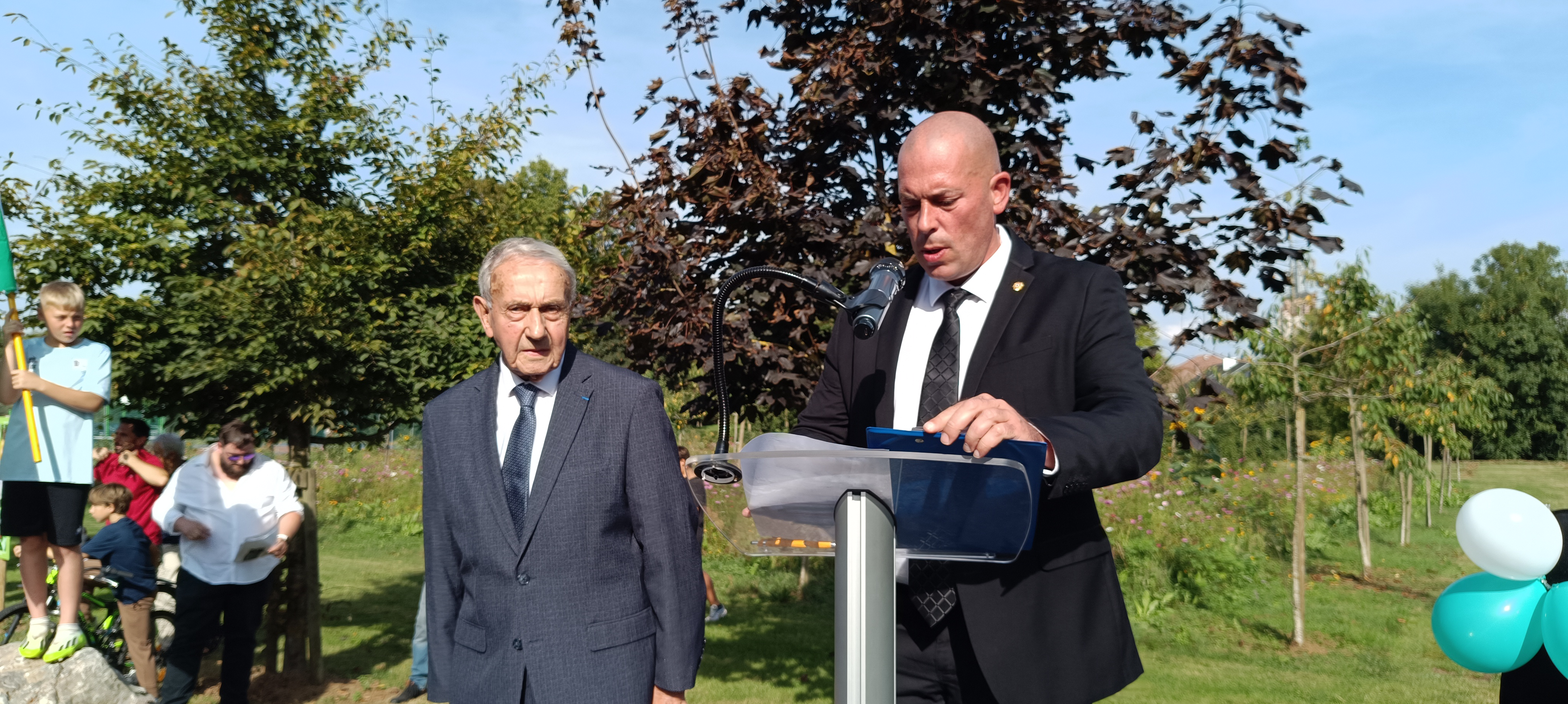
René Ledieu, maire de 1981 à 2020 et Thierry Boury, maire depuis le 26 mai 2020, lors de l'inauguration le 16 septembre 2023 du complexe sportif René-Ledieu.

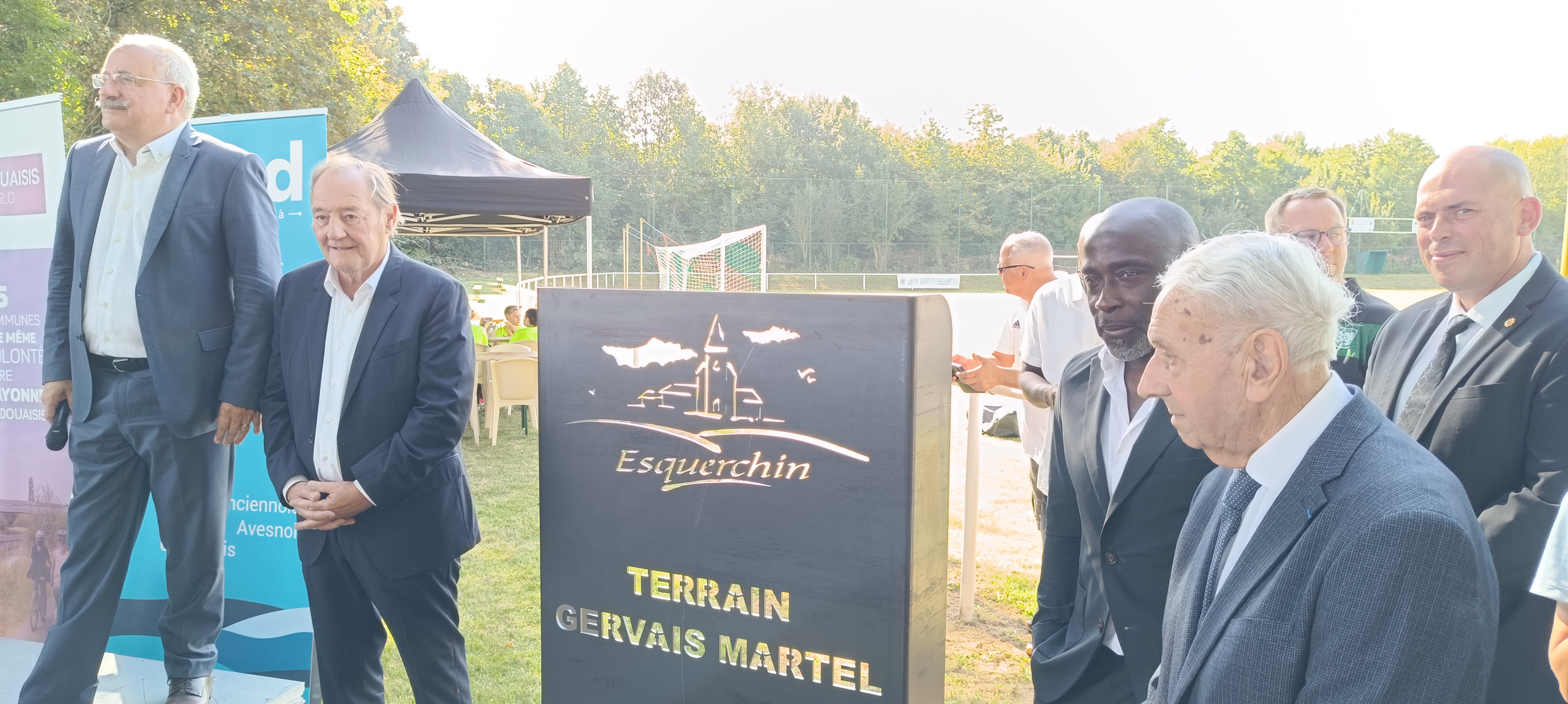
Esquerchin, le 16 septembre 2023. Inauguration du complexe René-Ledieu, ancien maire honoraire ; Thierry Boury, maire en présence de Gervais Martel, Roger Boli et Christian Poiret. Gervais Martel et Roger Boli ont chacun donné leur nom à un stade.

Dans son édition du 13 février 2019, La Voix du Nord indique que René Ledieu est à l'âge de 91 ans le maire le plus âgé du Nord-Pas-de-Calais. Dans son édition du 12 janvier, elle indique qu'il est le dix-huitième plus âgé encore en exercice.
| Identité                                         | Période     | Période                                | Durée            | Étiquette                         |
| Identité                                         | Début       | Fin                                    | Durée            | Étiquette                         |
| ------------------------------------------------ | ----------- | -------------------------------------- | ---------------- | --------------------------------- |
| Léon Hamez (d), (29 octobre 1902 - 23 mars 1980) | années 1950 | 23 mars 1980 (mort en cours de mandat) |                  | Union pour la nouvelle République |
| René Ledieu (d), (né le 23 décembre 1928)        | 1981        | 26 mai 2020                            | 39 ans           | divers gauche                     |
| Thierry Boury (d) (né le 28 août 1977)           | 26 mai 2020 | En cours                               | 5 ans et 2 jours |                                   |
| Jean-Baptiste Leroy (d)                          |             |                                        |                  |                                   |
| Jean Carpentier (d)                              |             |                                        |                  |                                   |

## Population et société

### Démographie

#### Évolution démographique
L'évolution du nombre d'habitants est connue à travers les recensements de la population effectués dans la commune depuis 1793. Pour les communes de moins de 10 000 habitants, une enquête de recensement portant sur toute la population est réalisée tous les cinq ans, les populations de référence des années intermédiaires étant quant à elles estimées par interpolation ou extrapolation. Pour la commune, le premier recensement exhaustif entrant dans le cadre du nouveau dispositif a été réalisé en 2005.

En 2022, la commune comptait 902 habitants, en évolution de +0,56 % par rapport à 2016 (Nord : +0,51 %, France hors Mayotte : +2,11 %).
| 1793 | 1800 | 1806 | 1821 | 1831 | 1836 | 1841 | 1846 | 1851 |
| ---- | ---- | ---- | ---- | ---- | ---- | ---- | ---- | ---- |
| 450  | 478  | 480  | 511  | 548  | 603  | 610  | 603  | 576  |

| 1856 | 1861 | 1866 | 1872 | 1876 | 1881 | 1886 | 1891 | 1896 |
| ---- | ---- | ---- | ---- | ---- | ---- | ---- | ---- | ---- |
| 609  | 624  | 653  | 652  | 683  | 684  | 747  | 728  | 745  |

| 1901 | 1906 | 1911 | 1921 | 1926 | 1931 | 1936 | 1946 | 1954 |
| ---- | ---- | ---- | ---- | ---- | ---- | ---- | ---- | ---- |
| 785  | 810  | 840  | 735  | 775  | 714  | 747  | 718  | 705  |

| 1962 | 1968 | 1975 | 1982 | 1990 | 1999 | 2005 | 2006 | 2010 |
| ---- | ---- | ---- | ---- | ---- | ---- | ---- | ---- | ---- |
| 749  | 800  | 751  | 714  | 739  | 723  | 783  | 809  | 884  |

| 2015 | 2020 | 2022 | - | - | - | - | - | - |
| ---- | ---- | ---- | - | - | - | - | - | - |
| 900  | 914  | 902  | - | - | - | - | - | - |

#### Pyramide des âges
La population de la commune est relativement jeune.
En 2018, le taux de personnes d'un âge inférieur à 30 ans s'élève à 30,3 %, soit en dessous de la moyenne départementale (39,5 %). À l'inverse, le taux de personnes d'âge supérieur à 60 ans est de 25,8 % la même année, alors qu'il est de 22,5 % au niveau départemental.
En 2018, la commune comptait 415 hommes pour 484 femmes, soit un taux de 53,84 % de femmes, largement supérieur au taux départemental (51,77 %).
Les pyramides des âges de la commune et du département s'établissent comme suit.
| Hommes | Classe d’âge | Femmes |
| ------ | ------------ | ------ |
| 0,5    | 90 ou +      | 1,5    |
| 5,6    | 75-89 ans    | 7,4    |
| 16,7   | 60-74 ans    | 19,4   |
| 26,4   | 45-59 ans    | 21,9   |
| 20,7   | 30-44 ans    | 19,3   |
| 13,5   | 15-29 ans    | 16,2   |
| 16,7   | 0-14 ans     | 14,4   |

| Hommes | Classe d’âge | Femmes |
| ------ | ------------ | ------ |
| 0,5    | 90 ou +      | 1,4    |
| 5,3    | 75-89 ans    | 8,1    |
| 14,8   | 60-74 ans    | 16,2   |
| 19,1   | 45-59 ans    | 18,4   |
| 19,5   | 30-44 ans    | 18,7   |
| 20,7   | 15-29 ans    | 19,1   |
| 20,2   | 0-14 ans     | 18     |

## Lieux et monuments

### L'église Notre Dame D'Esquerchin

#### Localisation
Longitude Est 3°01'01.22" latitude Nord 50°22'27.47" Altitude 20 m

#### Origine
- 1230 Culte de Notre dame d'Esquerchin

#### Description
Il s'agit d'une statue en tilleul, haute de 87 cm.
La Vierge est assise, le front orné d'une couronne à fleurons, tenant de la main droite un sceptre terminé par une fleur de lis ; de la main gauche, elle soutient l'Enfant-Jésus qui est porté sur ses genoux, bénissant d'une main et portant dans l'autre le globe terrestre.

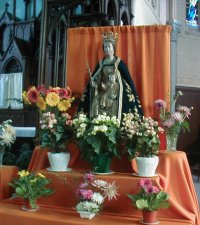

#### Ses cloches
- 1777 la cloche Catherine Aldegonde 1 300 kg fondue en 1917 par les soldats allemands
- 1920 cloche provisoire de 98 kg payée par une souscription de l'abbé Dumortier
- 1932 Jeanne d'arc 1 100 kg bénie le 25 septembre lors de la neuvaine du 7e centenaire toujours en place
- 1935 Électrification
- 1970 Incendie au moteur de volée le 26 novembre 1970 éteint par les pompiers de Douai

#### Les restaurations
- 1853 Agrandissement et reconstruction des nefs dans l'état actuel commandité par l'abbé Charlet et réalisées par Charles Leroy architecte de plus de cinquante édifices religieux néogothiques dans la région.
- 1920 Après des dommages de la guerre 14-18 une nouvelle restauration a été entreprise
- 2006 Une deuxième rénovation lourde a été entreprise

#### Galerie de photos

##### Église vues extérieur

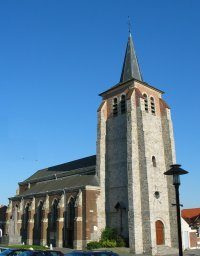
L'église.
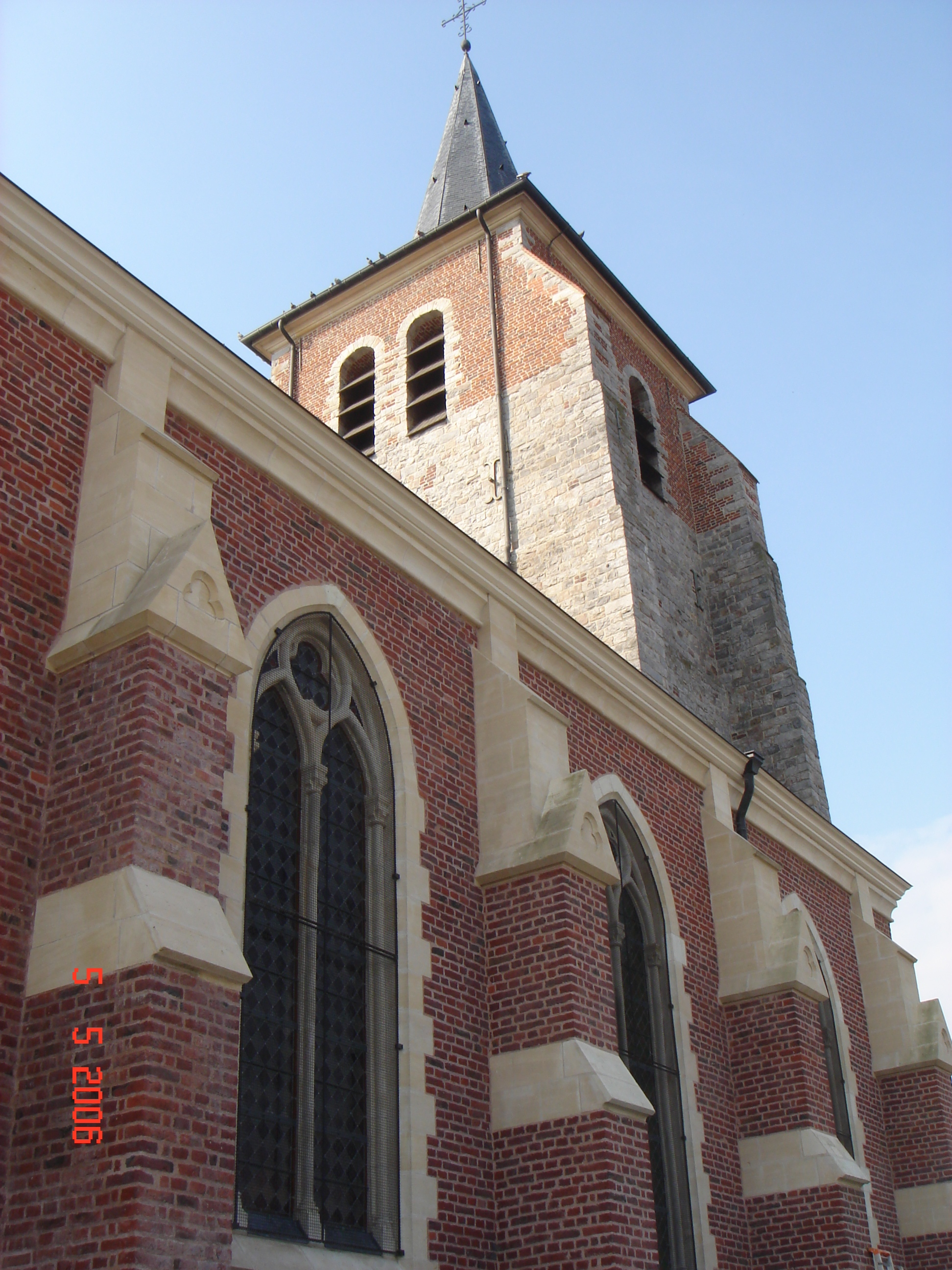
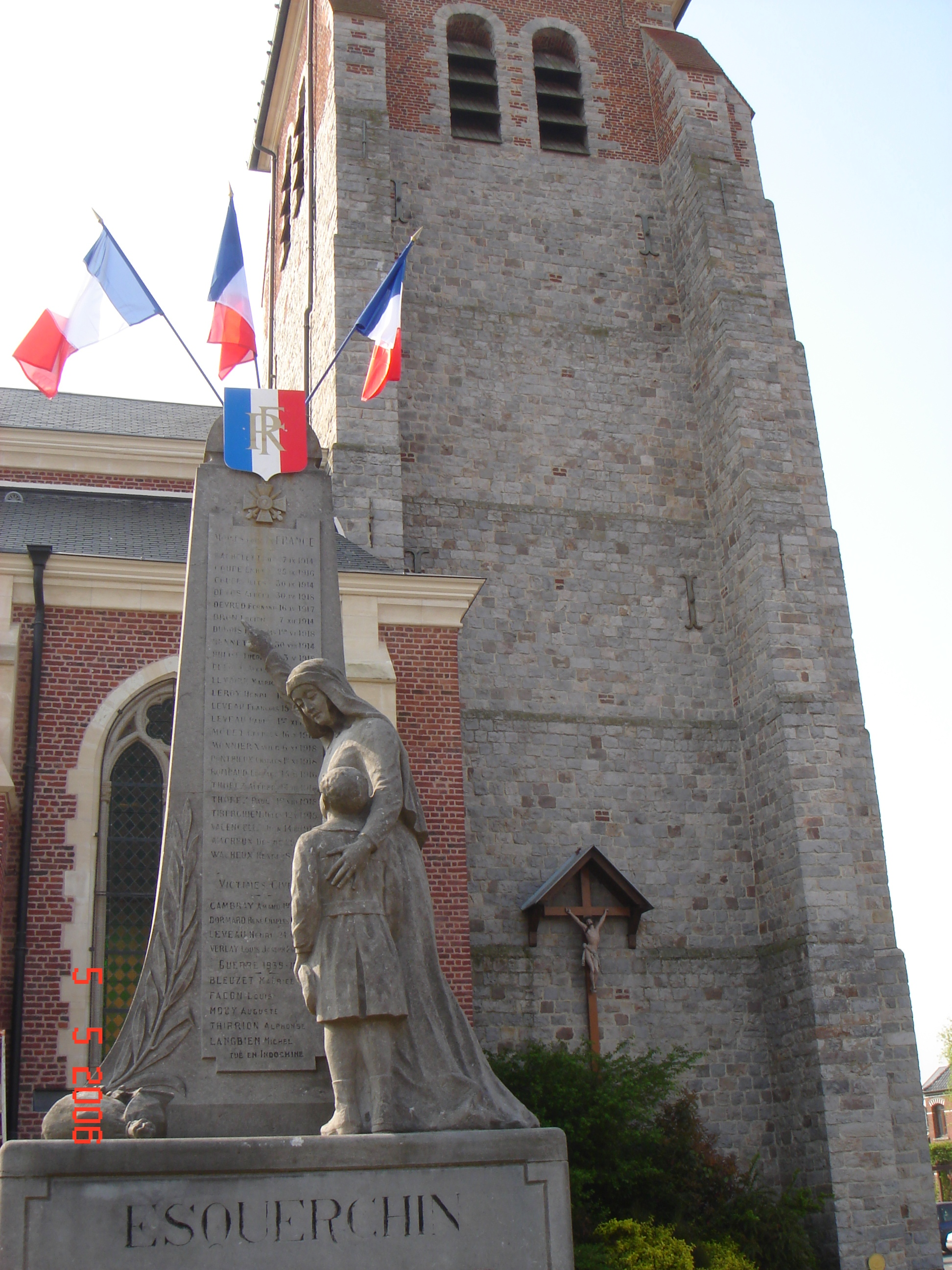
L'église et le monument aux morts de Henri-Émile Rogerol.

##### Stèle de la rénovation, 1920

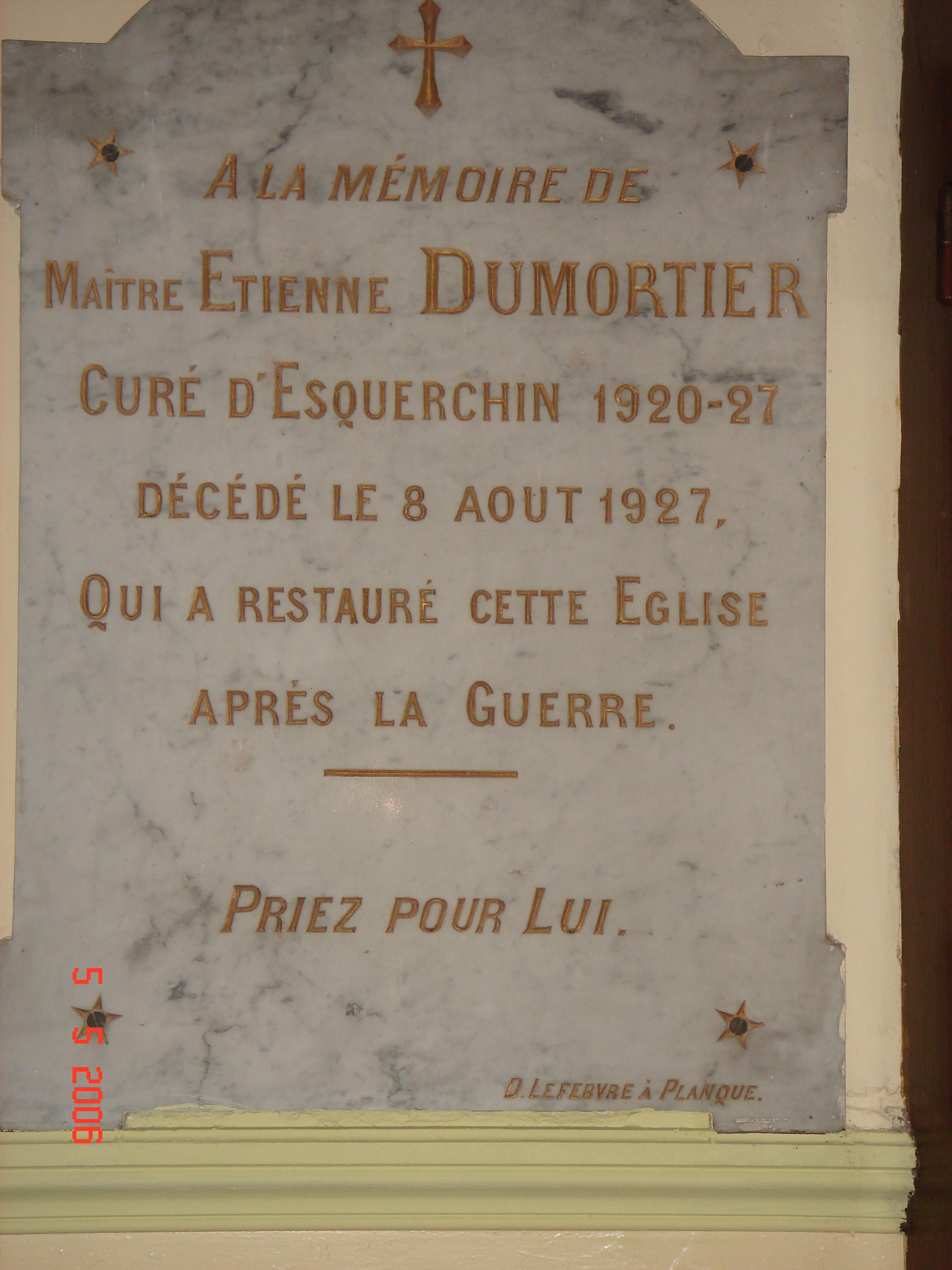
Stèle Abbé Dumortier.

##### Rénovation de 2006, démolitions

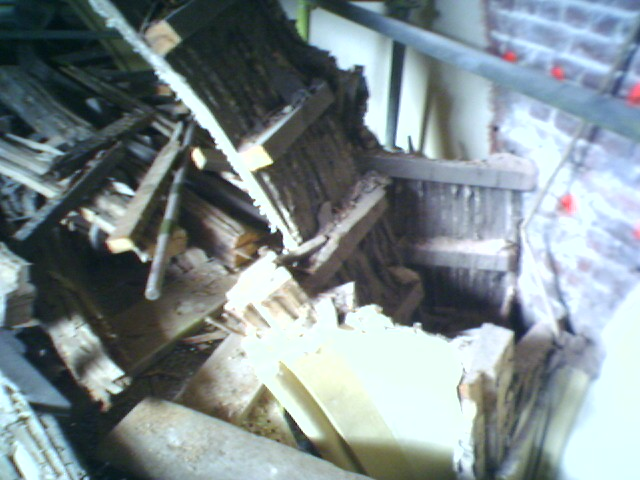
Démolition des plafonds.
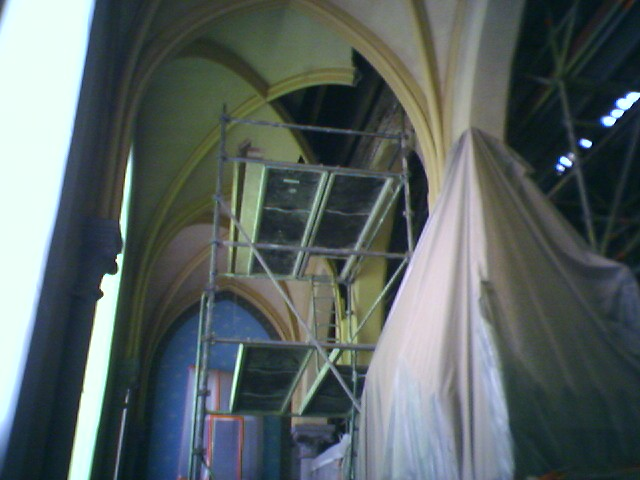
Démolition des plafonds.

##### Rénovation en 2006

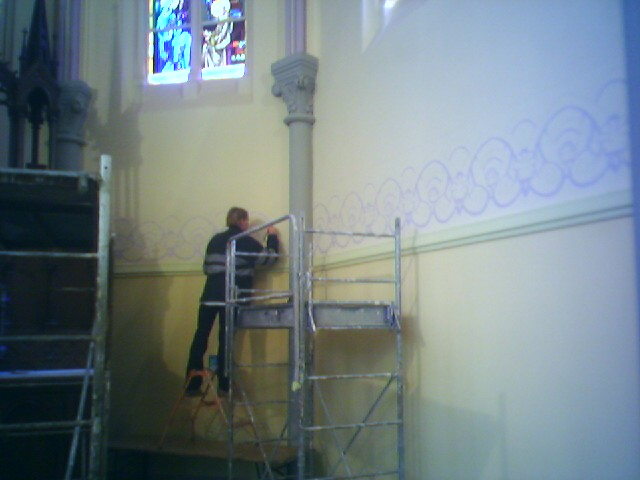
Réfection des frises.
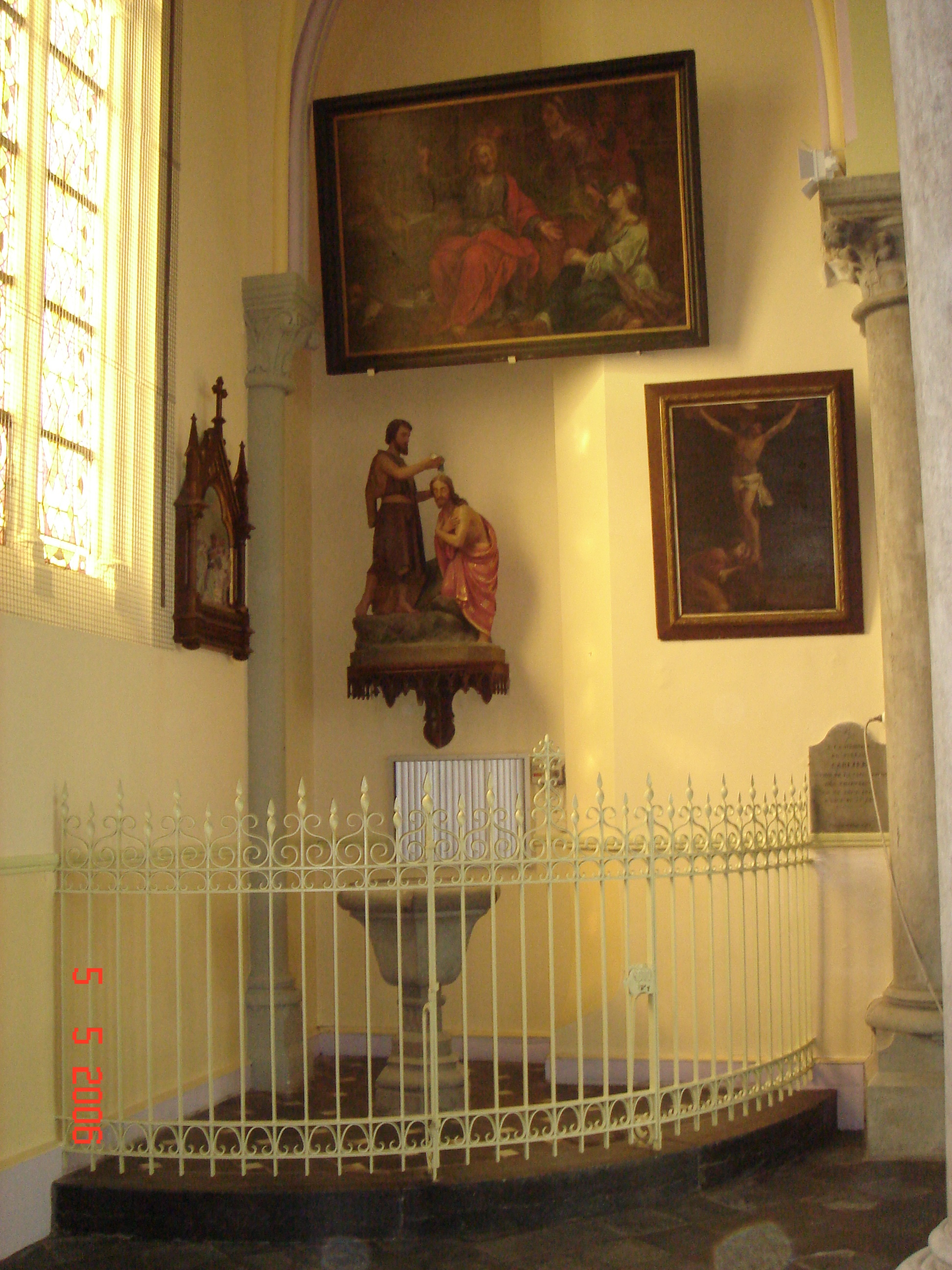
Les fonts baptismaux.
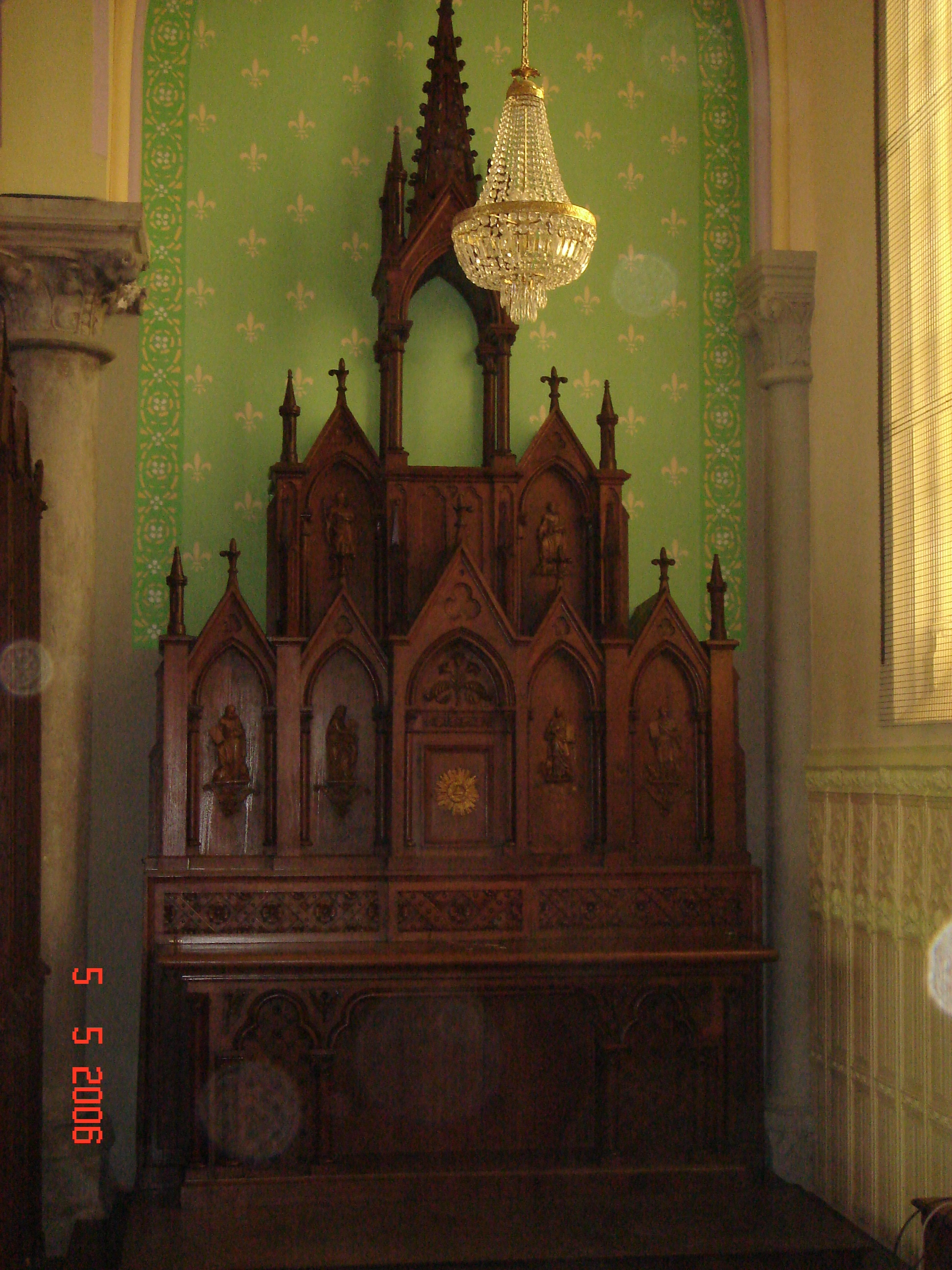
Autel contre l'allée de droite.
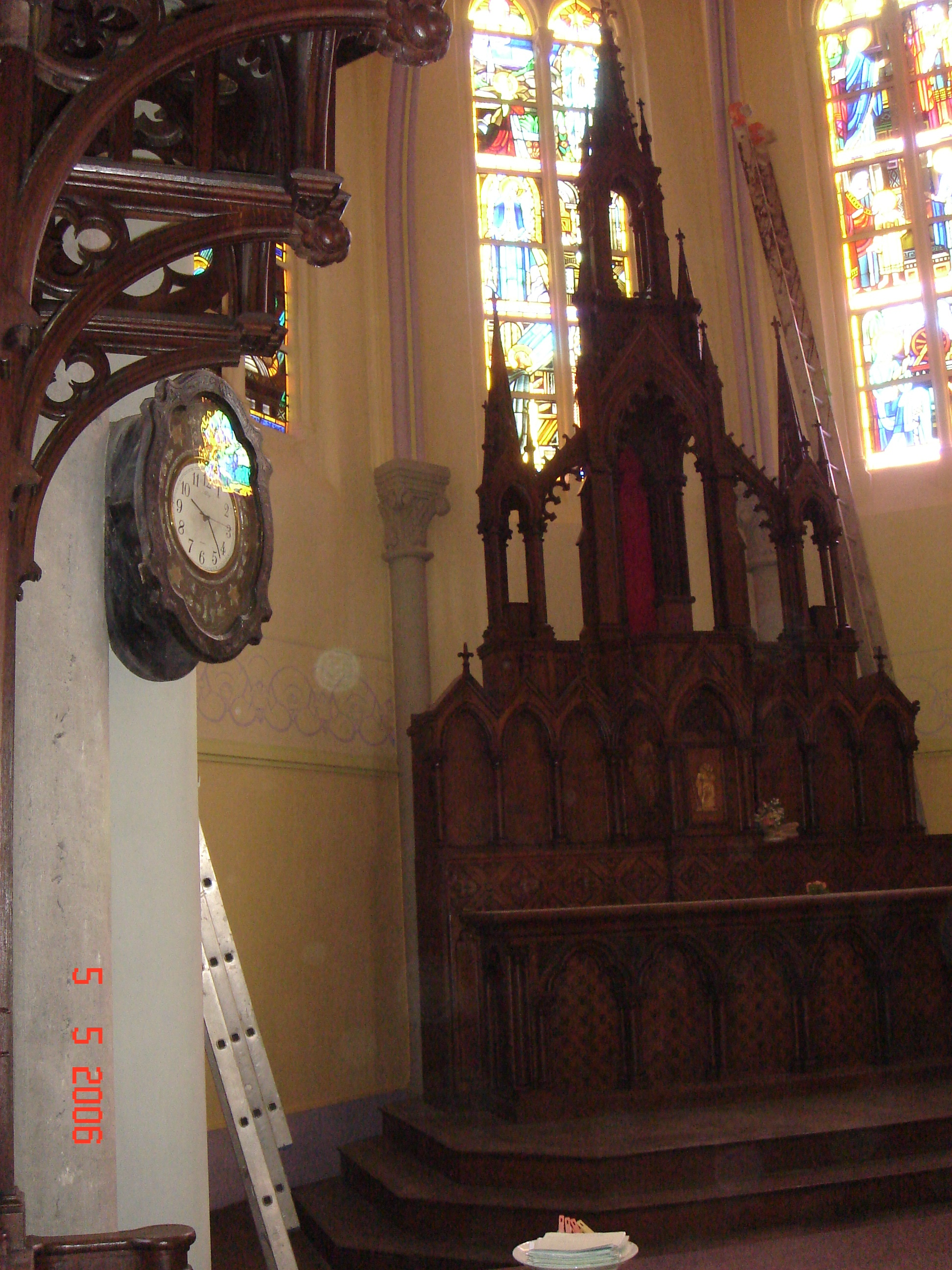
Deux vitraux.
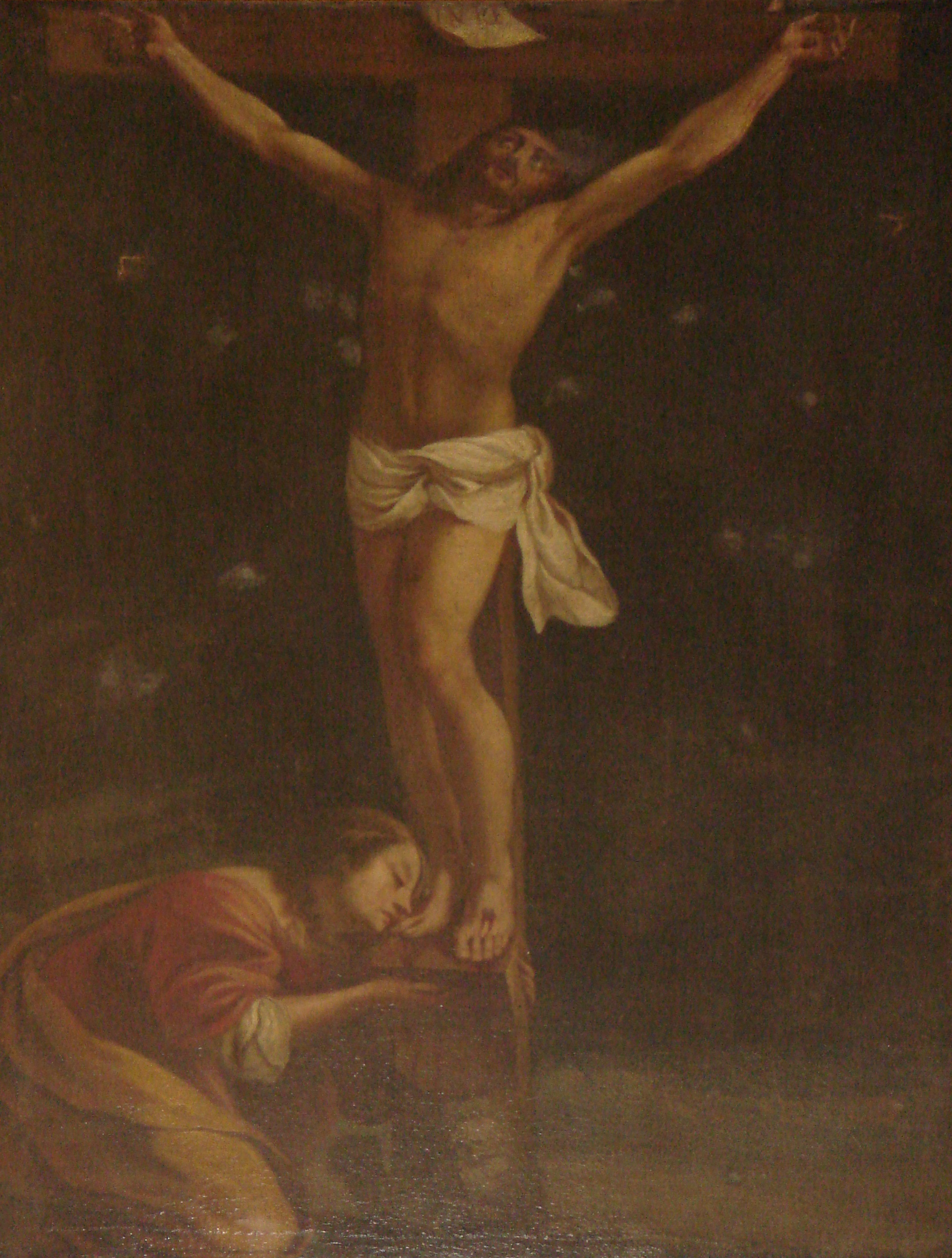
Tableau du Christ sur la croix.

## Personnalités liées à la commune
- Naissance 22 juillet 1746 de Louis-Joseph Dumarquez
- Naissance 23/03/1800 Victor Reboulm De Veyrac, titulaire de l'Ordre de la Légion d'honneur.
- Naissance 12 février 1846 Jules-Bruno Logez, titulaire de l'Ordre de la Légion d'honneur.
- Un domaine aujourd'hui disparu abritait les villégiatures du Comte de Ségur, parent de la célèbre Comtesse de Ségur. Cette dernière aurait séjourné à Esquerchin.

### Folklore
Esquerchin compte quatre géants : 
- Louise de Flindt, haute de 2,80 mètres, qui a été fabriquée en deux mois essentiellement avec de l'isorel mais l'objectif est d'utiliser à l'avenir de l'osier, et baptisée le 7 mai 2022 ;
- Roselyne, fabriquée par Jean-Claude Gruson, alors président de l'association des Géants Escquerchinois, à l'effigie de sa belle-mère ;
- Kévin, à l'image de son petit-fils ;
- Esteban, réalisé à l'effigie du fils de Joachim Dincq, vice-président de l'association[40].

Jean-Claude Rodolphe Gruson meurt le 28 janvier 2022 à Douai, commune où il est né le 26 août 1945. Porteur du géant Gayant, il construit des géants depuis 1989.

## Résultat des élections dans la commune
Référendum
- referendum 29 mai 2005 traité établissant une constitution pour l'Europe
- Referendum du 20 septembre 1992 Traité sur l'Union européenne dit de Maastricht

Élection du Parlement européen Député européen
- Scrutin du 13 juin 2004
- Scrutin du 13 juin 1999

Élections régionales Nord-Pas-de-Calais
- Scrutin du 15/03/1998 Résultat départemental Nord

Élections cantonales Douai Sud ouest
- Scrutin du 28/3/2004

(Sources Ministère de l'intérieur)

## Pour approfondir